# William H. Woodin

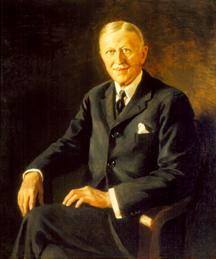
William Hartman Woodin.

William Hartman Woodin, född 27 maj 1868 i Berwick, Pennsylvania, USA, död 3 maj 1934 i New York, var en amerikansk näringslivspersonlighet och finansminister.
Han utexaminerades 1890 från School of Mines vid Columbia University. Han inledde sin karriär på faderns firma Jackson & Woodin Manufacturing Company och avancerade där med åren till verkställande direktör. När firman köptes upp av American Car and Foundry Company, blev Woodin vd för det större företaget.
Woodin var republikan men han bidrog med betydande summor till demokraten Franklin D. Roosevelts presidentvalskampanj 1932. Efter Roosevelts tillträde som USA:s president utnämndes Woodin till finansminister. Han var vid dålig hälsa och var tvungen att avgå redan i slutet av 1933.